# Fedor Tysza Bykowski
Fedor Tysza Bykowski herbu Chorągwie (zm. w 1573 roku) – podsędek kijowski w latach 1566–1573, wyznawca prawosławia.
Poseł na sejm 1570 roku z województwa kijowskiego, namiestnik dóbr ziemskich metropolity kijowskiego w 1568 roku.